# Synagoga w Pile
Synagoga w Pile – główna synagoga pilskiej gminy żydowskiej znajdująca się pośrodku Rynku Żydowskiego (pod numerem 4), później zwanego placem Wilhelma.
Synagoga została zbudowana na miejscu poprzedniej synagogi, spalonej w 1834. Pozwolenie na budowę gmina uzyskała 1 maja 1838. Od 1840 budową kierował pilski radca budowlany P. Crüger. Ukończoną synagogę poświęcił berliński rabin Salomon Plessner 15 października 1841, w dzień urodzin króla pruskiego Fryderyka Wilhelma IV. 
Synagoga została spalona przez hitlerowców podczas nocy kryształowej z 9 na 10 listopada 1938.
W pożarze spłonęła kronika pilskiej gminy żydowskiej, założona jesienią 1756. Ruiny synagogi rozebrano wkrótce potem. Po wojnie na jej miejscu urządzono dworzec PKS. Obecnie w tym miejscu przebiega przeprowadzona w 1970 jezdnia al. Piastów
Murowany, trójkondygnacyjny gmach synagogi wzniesiono na planie prostokąta w stylu eklektycznym, inspirowanym twórczością Karla Friedricha Schinkla. Na fasadzie głównej znajdowały się trzy rzędy półokrągle zakończonych okien.

## Upamiętnienie
W 80. rocznicę spalenia synagogi, w 2018 roku przy al. Piastów w Pile odsłonięto tablicę upamiętniającą to wydarzenie.